# Linha de água Holandesa

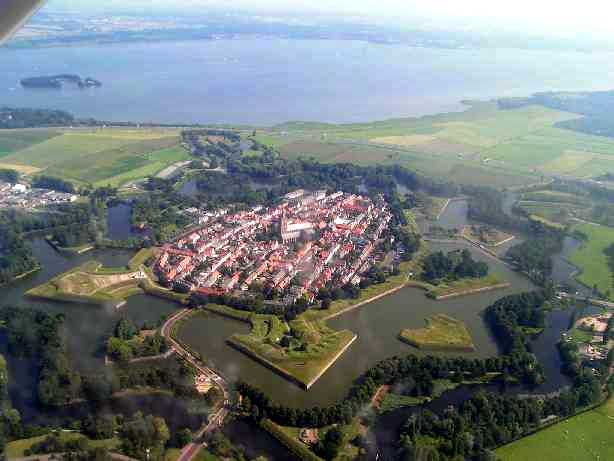
Vista aérea da cidade fortificada de Naarden

A Linha de água Holandesa (em neerlandês:  Hollandsche Waterlinie, na grafia moderna: Hollandse Waterlinie) é um conjunto de estruturas defensivas concebido por Maurício de Nassau no início do século XVII e implementado pelo seu meio-irmão Frederico Henrique, numa região que inclui várias das grandes cidades do oeste dos Países Baixos. Combinada com corpos de água naturais, a linha de água Holandesa foi concebida para se poder transformar a Holanda numa quase-ilha. No século XX a linha foi estendida para incluir a cidade de Utrecht.
A linha funciona graças à possibilidade de inundação de grandes extensões de campos e assim poder dificultar o movimento de potenciais invasores. Duas grandes linhas defensivas foram criadas: a antiga e a nova. A antiga possibilitava a inundação das planícies holandesas em alguns centímetros de água, o que era muito pouco para se tornarem navegáveis, mas demasiado profunda para a movimentação de tropas e equipamentos, sendo controlada por fortificações. A nova faz parte do sítio classificado como património mundial da UNESCO denominado Linha de Defesa de Amesterdão.
No início da Guerra dos Oitenta Anos contra Espanha, os neerlandeses aperceberam-se que inundando as zonas baixas conseguiriam uma excelente defesa contra os inimigos. Isto foi demonstrado, por exemplo, no Cerco de Leiden em 1574. Na segunda metade da guerra, quando a província da Holanda ficou liberta de tropas espanholas, Maurício de Nassau planeou as defesas com uma linha inundável protegida por fortificações que iam desde o Zuiderzee (hoje o IJsselmeer) até ao rio Waal.
A Linha de água Holandesa provou o seu valor menos de quarenta anos após a sua construção, durante a Guerra Franco-Holandesa (ou Terceira Guerra Anglo-Holandesa) (1672), quando deteve as tropas de Luís XIV e impediu a conquista da República Neerlandesa, embora o gelo que se formou sobre a linha quase a tenha tornado inútil. Em 1794-1795, os exércitos franceses conseguiram de facto ultrapassar a linha graças ao gelo formado nesse inverno.